# 鲍里斯·查哈罗夫
鲍里斯・查哈罗夫（俄语：Борис Степанович Захаров，1888年—1943年）是俄羅斯钢琴家、音乐教育家。先后师从安娜・叶西波娃和波兰钢琴家利奥波德·戈多夫斯基，他与苏联钢琴家、作曲家、指挥家谢尔盖·普罗科菲耶夫是同窗，鲍里斯・查哈罗夫曾在聖彼得堡音樂學院任教7年。1929年，鲍里斯・查哈罗夫与妻子小提琴家西西里亚・汉森作环球旅行演出，夫妻两人到日本时因婚变而分手，查哈罗夫一人於1929年来到上海。当时恰逢上海国立音乐专科学校缺钢琴教师，于是萧友梅校长上门请他任教，开始他并不同意，后来因萧友梅多次邀請，查哈罗夫於是同意担任上海国立音乐专科学校钢琴科主任教授。當時查哈罗夫只教7个学生，月薪400银圆，高于其他教12个学生的教师工资的两倍，薪資水平與萧友梅持平（一說高於萧友梅）。李翠贞、张隽伟、易开基、范继森、吴乐懿、丁善德等人是他的學生。除了執教，查哈罗夫还与上海工部局乐队合作，演出钢琴协奏曲。查哈罗夫在中国执教直至1943年在上海去世。